# Giacomo Agnesi
Giacomo Agnesi (Genova, 17 aprile 1859 – Imperia, 27 dicembre 1929) è stato un politico, ingegnere e industriale italiano.

## Biografia
Giacomo Agnesi nacque a Genova il 17 aprile 1859. Si laureò in ingegneria a Padova nel 1886.
Da ingegnere, diresse i lavori di ricostruzione della città di Oneglia, danneggiata dal terremoto del 1887. Fu eletto alla Camera nel 1904 per il gruppo costituzionale, ma lo abbandonò per fondare con altri deputati il primo gruppo del Partito Popolare Italiano nel 1919. Rimase deputato fino al 1921.
Negli anni rivestì vari incarichi: sottosegretario per la ricostruzione delle terre liberate dal 21 maggio al 15 giugno 1920 e membro della commissione permanente dei lavori pubblici dal 1921 al 1922, commissione di cui diventerà vicepresidente dal 1922 al 1923. Si ritirò dalla politica nel 1924.
È noto, soprattutto ad Imperia, per essere il fondatore di Pasta Agnesi: infatti a seguito del terremoto del 1887 il mulino in Pontedassio di suo nonno Paolo Battista (1790-1863) venne gravemente danneggiato, ma Giacomo ne fondò uno più grande e con annesso pastificio sulla zona del porto di Oneglia, entrato in funzione nel 1890.
Sostenne la costruzione della linea ferroviaria tra Oneglia e il Piemonte (1902) e il tracciato passante per Garessio. Nel 1917, con l'avvento della trazione elettrica, si accordò con le autorità competenti affinché parte dell'energia prodotta dal fiume Tanaro fosse messa a disposizione gratuita della linea.
Si interessò anche ad altre materie, sempre legate all'economia e alla tecnica, come l'abolizione del prezzo politico del pane, la floricoltura, l'olivicoltura e lo sviluppo portuale di Oneglia; a questo proposito fondò l'Ente Portuale di Oneglia - Porto Maurizio, creando un'istituzione unificata e precorrendo i tempi: infatti le due città (insieme ad altri nove comuni limitrofi) si uniranno per creare Imperia nel 1923.
Morì a Imperia il 27 dicembre 1929, circa sei anni dopo la sua fondazione.

## Opere
- Il Porto di Oneglia. Studi, 1903-1904
- Piano regolatore del Porto di Oneglia, 1906
- Memoriale sulla ferrovia Garessio-Oneglia, 1908
- Relazione della Commissione provinciale sul Catasto, 1913
- Il problema ferroviario-portuario di Oneglia, 1915
- La nuova imposta sui terreni coltivati direttamente dai proprietari, 1923
- I principali problemi della Liguria occidentale, 1925
- Memorie sulla fondazione e sul funzionamento delle Opere Pie Agnesi in Pontedassio, 1927